# 遠田警察署
遠田警察署（とおだけいさつしょ）は、宮城県警察が管轄する警察署のひとつである。

## 管轄区域
- 遠田郡
  - 美里町
  - 涌谷町

### 統合前の管轄
平成の大合併により、小牛田町と南郷町が2006年（平成18年）1月1日に合併して美里町となり、同年3月31日に田尻町が古川市他5町と合併して大崎市となった。この市町村合併の結果、警察署の管轄区域と行政区域が錯綜こととなり、自治体等との連携に問題が生じることを防ぐ観点から涌谷警察署と小牛田警察署が統合されることとなった。
| 合併前の 自治体 | 統合前の 管轄署 | 合併後の 自治体 | 統合後の 管轄署 |
| --------------- | --------------- | --------------- | --------------- |
| 田尻町          | 小牛田署        | 大崎市          | 古川署          |
| 小牛田町        | 小牛田署        | 美里町          | 遠田署          |
| 南郷町          | 涌谷署          | 美里町          | 遠田署          |
| 涌谷町          | 涌谷署          | 涌谷町          | 遠田署          |

## 沿革

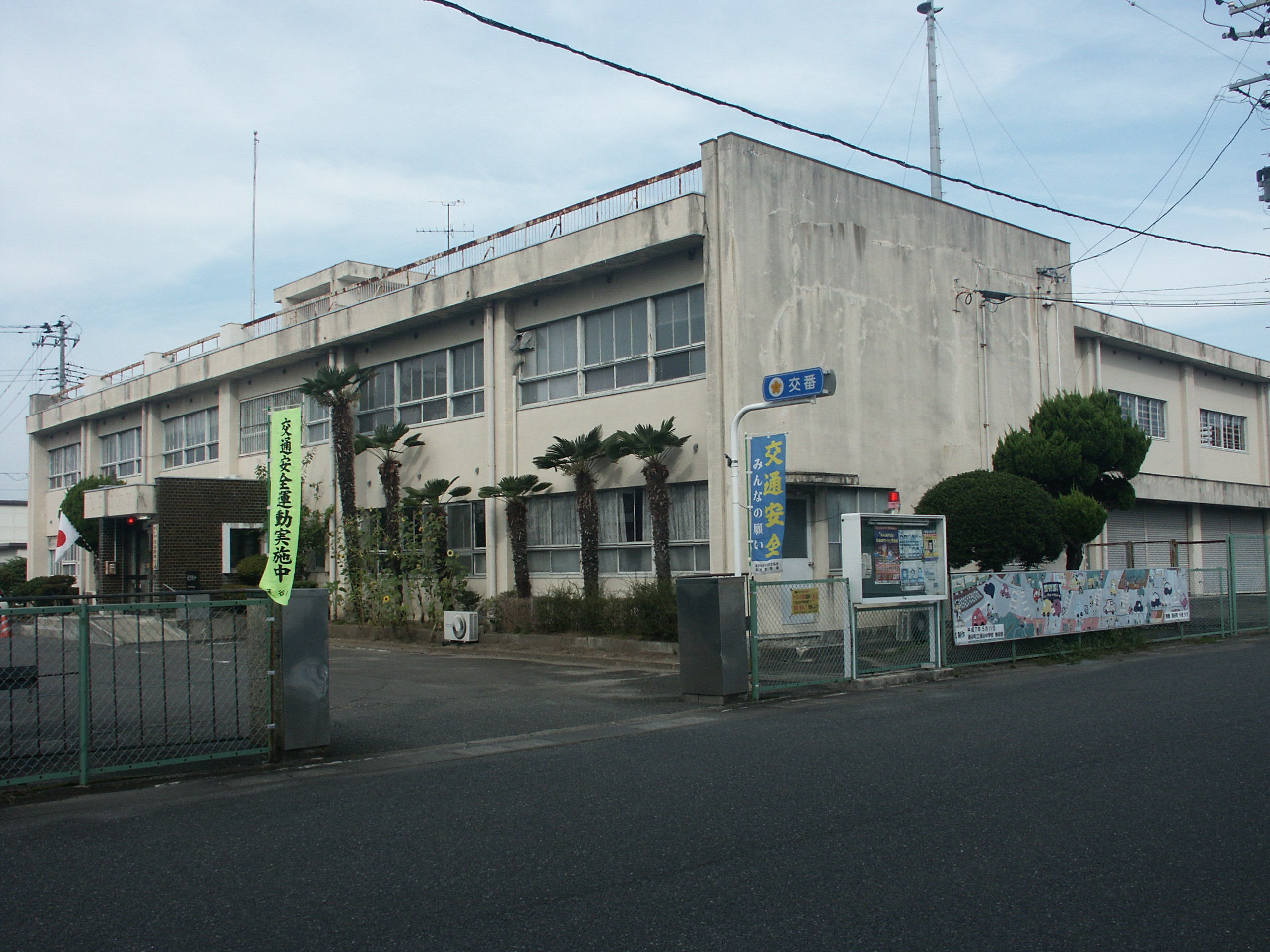
涌谷幹部交番旧庁舎（旧涌谷警察署庁舎）

- 2006年（平成18年）4月1日 - 組織改編により涌谷警察署・小牛田警察署が統合により遠田警察署が新設。旧・田尻町を古川警察署へ移管。
- 2017年（平成29年）6月30日 - 涌谷幹部交番庁舎を建替え新庁舎で業務を開始する。

## 組織
宮城県警察組織規程に基づく。
- 会計課
  - 会計係

- 警務課
  - 警務係
  - 相談係
  - 被害者支援係

- 留置管理課
  - 留置管理係

- 生活安全課
  - 生活安全係

- 地域課
  - 地域係

- 刑事課
  - 捜査係
  - 鑑識係

- 交通課
  - 交通指導係
  - 交通事故捜査係

- 警備課
  - 警備係

## 幹部交番

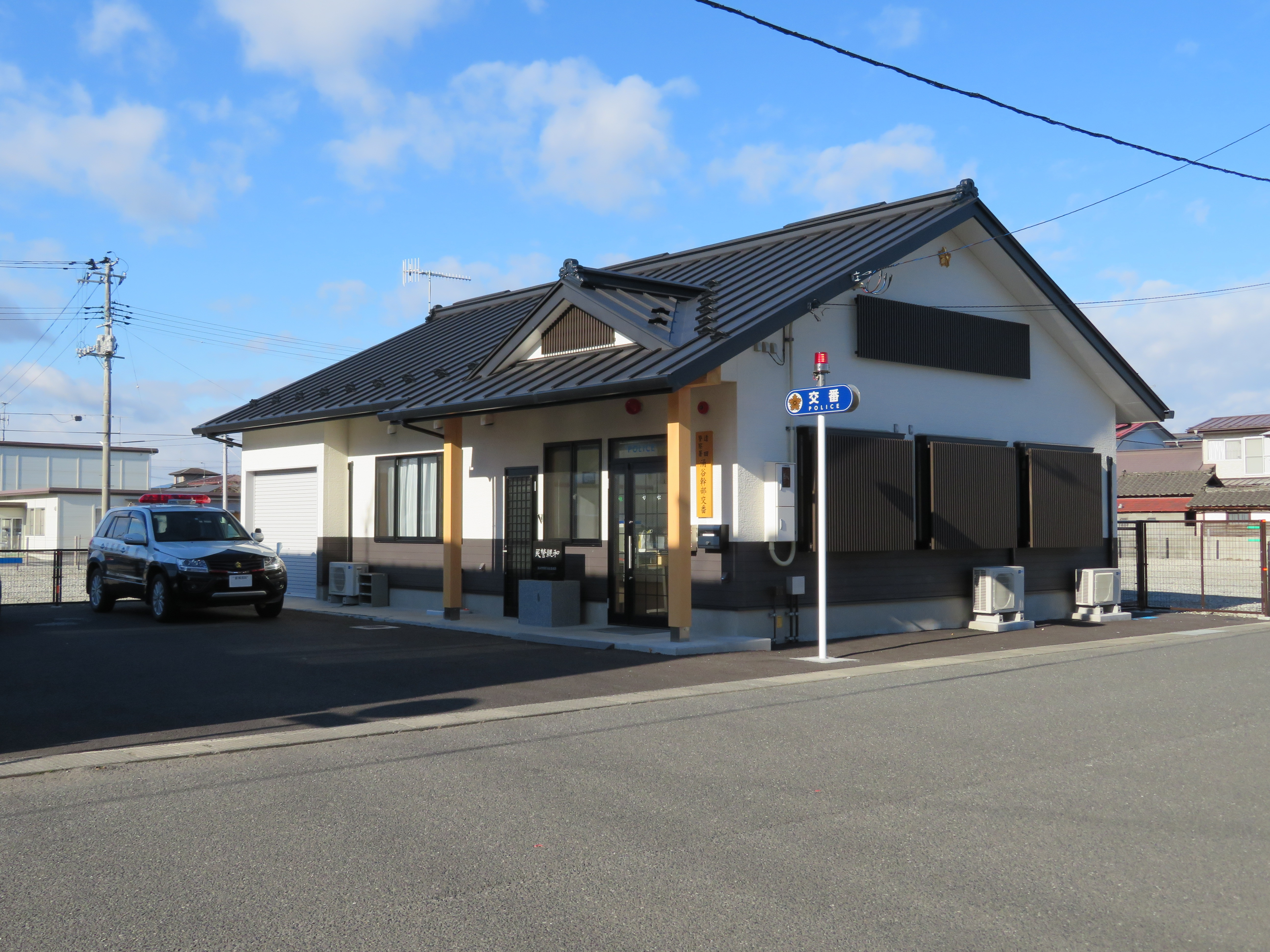
涌谷幹部交番

### 涌谷町
- 涌谷幹部交番 - 遠田郡涌谷町字柳町17番地10

## 交番

### 美里町
- 署所在地交番 - 遠田郡美里町藤ケ崎1丁目81（遠田警察署内）

## 駐在所

### 美里町
- 小牛田駐在所 - 遠田郡美里町牛飼字御蔵場4番地1
- 北浦駐在所 - 遠田郡美里町北浦字道祖神7番地2
- 中埣駐在所 - 遠田郡美里町中埣字夘時18番地
- 二郷駐在所 - 遠田郡美里町二郷字慶半35番地6
- 大柳駐在所 - 遠田郡美里町大柳字梅ノ木5番地7

### 涌谷町
- 猪岡駐在所 - 遠田郡涌谷町猪岡短台字川畑二25番地2
- 小里駐在所 - 遠田郡涌谷町小里字鹿の子10番地14